# International Women's Cricket Council
International Women's Cricket Council (IWCC) var tidigare det internationella damförbundet för cricket. Det bildades i februari 1958 av de nationella förbunden i Australien, England, Nya Zeeland och Sydafrika med syftet att organisera landskamper mellan dem. IWCC uppgick 2005, i ICC.

### Fotnoter
1. ↑  ”The History of the SA & Rhodesian Women's Cricket Association” (på engelska). St George's Park. Arkiverad från originalet den 8 december 2015. https://web.archive.org/web/20151208160356/http://www.stgeorgespark.nmmu.ac.za/content/women/displayarticle.asp?artid=wom_001. Läst 8 november 2015.